# Roy Carroll
Roy Eric Carroll (Enniskillen, 30 de setembro de 1977) é um ex-futebolista norte-irlandês que atuava na posição de goleiro.

## Seleção nacional
Carroll fez parte do elenco da Seleção Norte-Irlandesa de Futebol da Eurocopa de 2016.